# Municipio de Londonderry (condado de Dauphin)
El municipio de Londonderry (en inglés: Londonderry Township) es un municipio ubicado en el condado de Dauphin en el estado estadounidense de Pensilvania. En el año 2000 tenía una población de 5.224 habitantes y una densidad poblacional de 88.6 personas por km².

## Geografía
El municipio de Londonderry se encuentra ubicado en las coordenadas 40°12′00″N 76°40′59″O / 40.20000, -76.68306.

## Demografía
Según la Oficina del Censo en 2000 los ingresos medios por hogar en la localidad eran de $42,804 y los ingresos medios por familia eran de $52,650. Los hombres tenían unos ingresos medios de $38,750 frente a los $27,719 para las mujeres. La renta per cápita de la localidad era de $20,055. Alrededor del 7,0% de la población estaba por debajo del umbral de pobreza.